# А у нас была тишина…
«А у нас была тишина» — художественный фильм, военная драма режиссёра Владимира Шамшурина.
Время действия фильма: 1944—1945 годы. История, рассказанная по детским впечатлениям уже взрослого человека, высвечивает детали и образы, раскрывающие суть происходящих событий в северном городке Заозёрье.

## В ролях
- Алёша Чёрствов — Серёжа Муравьёв
- Тамара Сёмина — Ольга Муравьёва, мама Серёжи
- Любовь Соколова — Анна Харитоновна
- Юрий Чулюкин — Михаил Ильич, муж Анны
- Римма Маркова — Клавдия Барабанова
- Елизавета Никищихина — Антонина Лабутина
- Светлана Пенкина — Густенька Дроздова
- Елена Максимова — бабушка
- Елена Драпеко — Манефа Барабанова
- Светлана Старикова — почтальон
- Анатолий Солоницын — Петруха
- Валерий Квитка — солдат с баржи, отдал детям продукты
- Даниил Нетребин — председатель исполкома
- Владимир Гаев — Ковалев
- Екатерина Воронина — Лида, тётка Серёжи
- Андрей Экономцев — Димка, брат Серёжи
- Валентин Карманов — Рудольф, сын Густеньки
- Оксана Попова

## Съёмочная группа
- Автор сценария: Борис Шустров
- Режиссёр: Владимир Шамшурин
- Оператор: Игорь Мельников
- Художники: Вадим Кислых, Ирина Шляпникова
- Композитор: Евгений Птичкин

В фильме прозвучала песня «Тёмная ночь».
Премия Ленинского комсомола (1979) за фильм режиссёру Владимиру Шамшурину.